# Lepidopilum subrevolutum
Lepidopilum subrevolutum là một loài rêu trong họ Daltoniaceae. Loài này được Renauld & Cardot mô tả khoa học đầu tiên năm 1909.